# Jakob Hermann

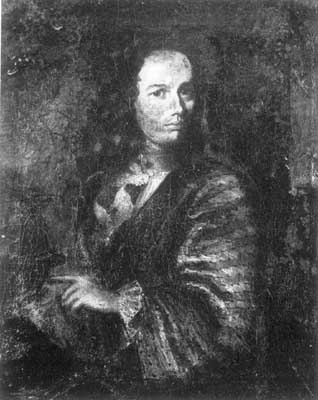
Jakob Hermann

Jakob Hermann (ur. 1678, zm. 1733) – szwajcarski matematyk. Zajmował się teorią krzywych, równaniami różniczkowymi oraz mechaniką. Był dalekim krewnym Leonarda Eulera oraz uczniem Jakoba I Bernoulliego. W swoim dziele Phoronomia z 1716 r. po raz pierwszy zapisał drugą zasadę dynamiki Newtona wzorem matematycznym. Hermann pochodził z Bazylei, ale w 1725 r. wyjechał do Petersburga, gdzie otrzymał pracę w Imperatorskiej Akademii Nauk.